# Molière auf dem Fahrrad
Molière auf dem Fahrrad (Originaltitel: Alceste à bicyclette) ist ein französisches Filmdrama von Philippe Le Guay aus dem Jahr 2013.

## Handlung
Schauspieler Gauthier Valence, der gerade in der Seifenoper Docteur Morange als Hirnspezialist große Erfolge bei dem zumeist weiblichen Publikum feiert, will am Theater Molières Menschenfeind inszenieren. Zu diesem Zweck reist er über La Rochelle auf die Île de Ré, wo er seinen früheren Kollegen Serge Tanneur aufsucht. Beide spielten einst zusammen, haben sich jedoch seit sechs Jahren nicht mehr gesehen. Nach einer Depression und der Enttäuschung über das Desinteresse seiner Kollegen hatte sich Serge vollkommen von der Schauspielerei zurückgezogen. Nun führt er ein eigenbrötlerisches Leben in einem geerbten, heruntergekommenen Haus. Serge ist erstaunt, Gauthier zu sehen. Als er erfährt, dass Gauthier ihn für eine Rolle in Molières Komödie verpflichten will, lehnt er rundweg ab, weil er nie wieder spielen wolle. Gauthier gibt ihm Zeit, sich an den Gedanken zu gewöhnen, und behauptet, er sei in der Gegend, weil er ein Haus für sich und seine Freundin Christine suche. Während einer Hausbesichtigung erkundigt sich Serge nach der Inszenierung, die Gauthier plant. Der Alceste aus dem Menschenfeind war stets Serges Traumrolle gewesen, und so reagiert er ablehnend, als Gauthier ihm erklärt, für ihn die Nebenrolle des Philinte vorgesehen zu haben. Am Ende stimmen beide zu, im Falle einer Aufführung abwechselnd die beiden Rollen zu spielen.
Serge überredet Gauthier dazu, bis zum nächsten Tag auf der Île de Ré zu bleiben. Sie beginnen in Serges Haus mit den Proben, wobei ein Münzwurf dazu führt, dass Serge als erster die Rolle des Alceste übernehmen darf. Serge hadert mit seiner Leistung, fühlt er sich nach all den Jahren fern der Bühne doch eingerostet. Mit der Zeit verbessert sich sein Text- und Sprechgefühl jedoch. Weiterhin losen sie durch Münzwurf aus, wer beim Proben die Rolle des Alceste spielen darf. Am Ende kann Serge Gauthier überzeugen, weitere vier Tage bis zum Wochenende im Ort zu bleiben. Nach dieser Zeit will er sich entscheiden, ob er bei den Aufführungen spielen wird oder nicht.
Beide Männer finden Zeit, miteinander über privatere Dinge zu reden, und nutzen die Tage auf der Insel auch, um gemeinsam Fahrrad zu fahren. Bei einer weiteren Hausbesichtigung, die der umtriebige Makler Meynard organisiert, lernen Gauthier und Serge die Italienerin Francesca kennen. Sie ist beiden Männern gegenüber zunächst ablehnend, da sie keine Schauspieler mag. Am nächsten Tag entschuldigt sie sich bei Serge für ihre ablehnende Haltung am Vortag: Sie stecke gerade in einer schmutzigen Scheidung und habe am Telefon eine heftige Auseinandersetzung mit ihrem Mann gehabt. Die Begegnung mit Francesca bringt Serge in buchstäblich letzter Sekunde, bereits auf dem OP-Tisch liegend, von seinem Entschluss ab, bei sich eine Vasektomie durchführen zu lassen. Auch Gauthier lernt Francesca besser kennen.
Bei einer Probe streiten sich Gauthier und Serge kurze Zeit später heftig, weil Gauthier, der dieses Mal den Alceste spielen darf, ein bestimmtes Wort immer wieder durch ein anderes ersetzt. Mit Francesca schauen sich beide später Gauthiers TV-Serie um Doktor Morange an. Auch wenn die Seifenoper künstlerisch flach ist, lobt Serge Gauthier für sein Spiel. Kurz darauf ruft Meynard an, und Serge beginnt ein langes Telefonat, bei dem er deutlich macht, dass Meynard ihn nicht gestört habe und er nur Gauthiers Serie gesehen habe. Gauthier bricht unvermittelt auf, und auch Francesca zeigt sich von Serges Verhalten enttäuscht, sich über Gauthier zu stellen und ihn zu düpieren. Eine Entschuldigung bei Gauthier lehnt Serge ab. Als er bei den Proben am nächsten Tag Gauthier lobt, hat der genug. Weil Serge ihn wie einen Schüler behandle und nur Macht über ihn ausüben wolle, ohne am Stück oder der Inszenierung selbst interessiert zu sein, geht Gauthier. Als beide sich wenig später wiedersehen, stimmt Serge schließlich doch zu, zusammen mit Gauthier das Stück zu spielen. Beide treffen auf Francesca, verbringen Zeit zusammen am Strand und landen wenig später in ihrem Haus. Francesca und Serge mögen sich und tanzen miteinander, doch Serge begleitet Gauthier, als dieser aufbrechen will. Am nächsten Tag hat Francesca den Ort verlassen. Gauthier gibt zu, am Vorabend noch einmal zu ihr zurückgekehrt zu sein und sie weinend vorgefunden zu haben. Sie habe sich auf ihn gestürzt, er habe sie getröstet und sie hätten dann miteinander geschlafen. Serge zeigt sich äußerlich unbeteiligt.
Zur Vertragsunterzeichnung kommen Gauthiers Agentin Tamara, seine Freundin Christine und weitere Mitglieder des Theaters auf die Île de Ré. Serge erscheint per Fahrrad in einem Alceste-Kostüm, das er sich in der Zwischenzeit bestellt hatte. Als er mit Gauthier eine kleine Kostprobe seines Könnens geben soll und der Münzwurf ihm die Rolle des Philinte zuweist, besteht er darauf, den Alceste zu spielen – nicht nur bei der Probe, sondern auch später bei den Aufführungen. Es kommt zum Eklat: Serge verrät Gauthiers Seitensprung, und beide gehen aufeinander los. Am Ende wirft Gauthier ihn hinaus und Serge geht, mit einem Zitat aus dem Menschenfeind auf den Lippen. Bei der Theaterpremiere einige Wochen später stolpert Gauthier als Alceste über genau die Textstelle, die er auch bei den Proben mit Serge stets falsch wiedergegeben hatte. Dieser Fehler bringt ihn so aus dem Konzept, dass die Aufführung stockt. Serge sitzt unterdessen allein am Strand auf der Île de Ré und rezitiert genau diese Textzeile fehlerfrei vor sich hin.

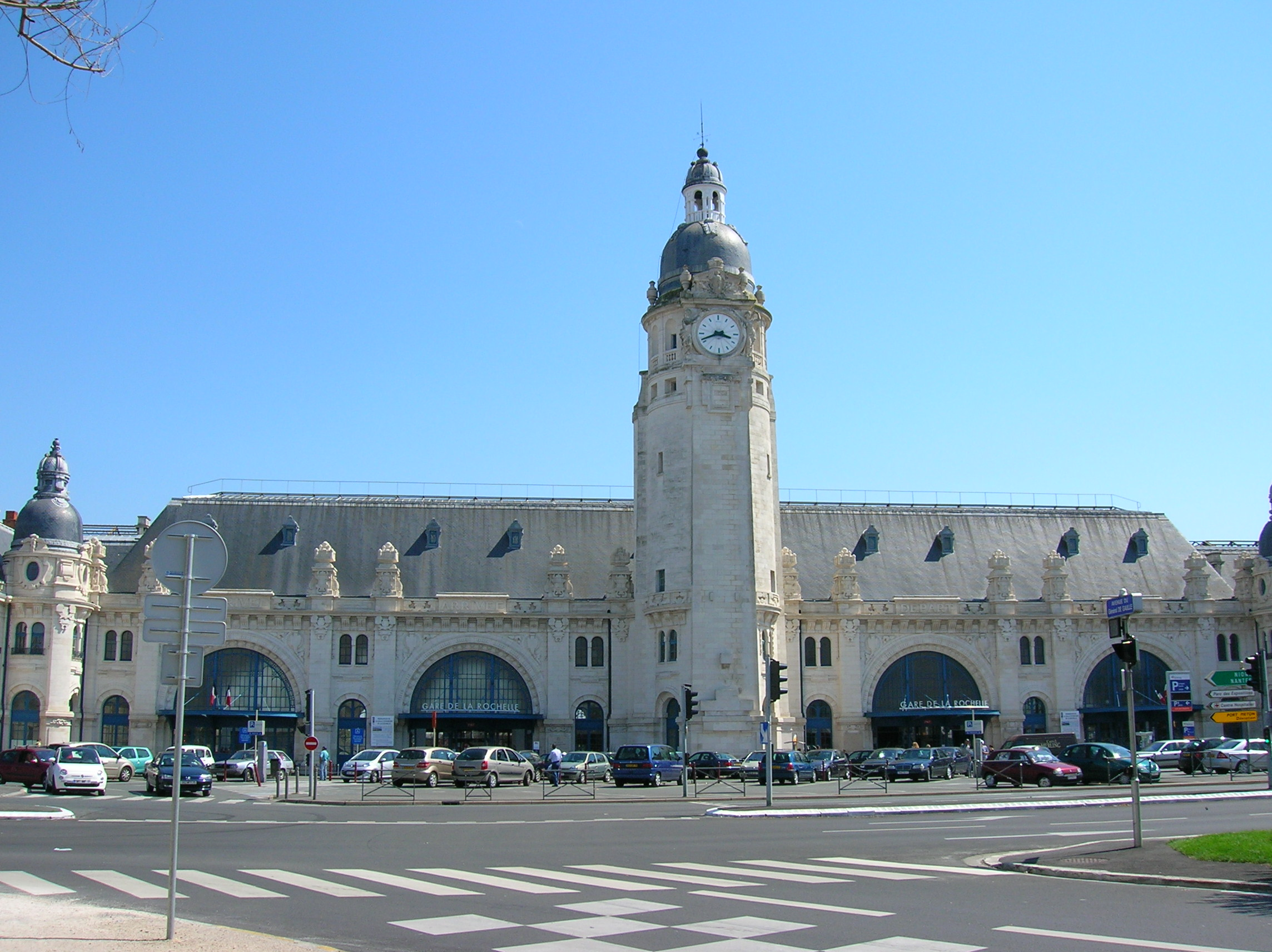
Bahnhof von La Rochelle, ein Drehort des Films

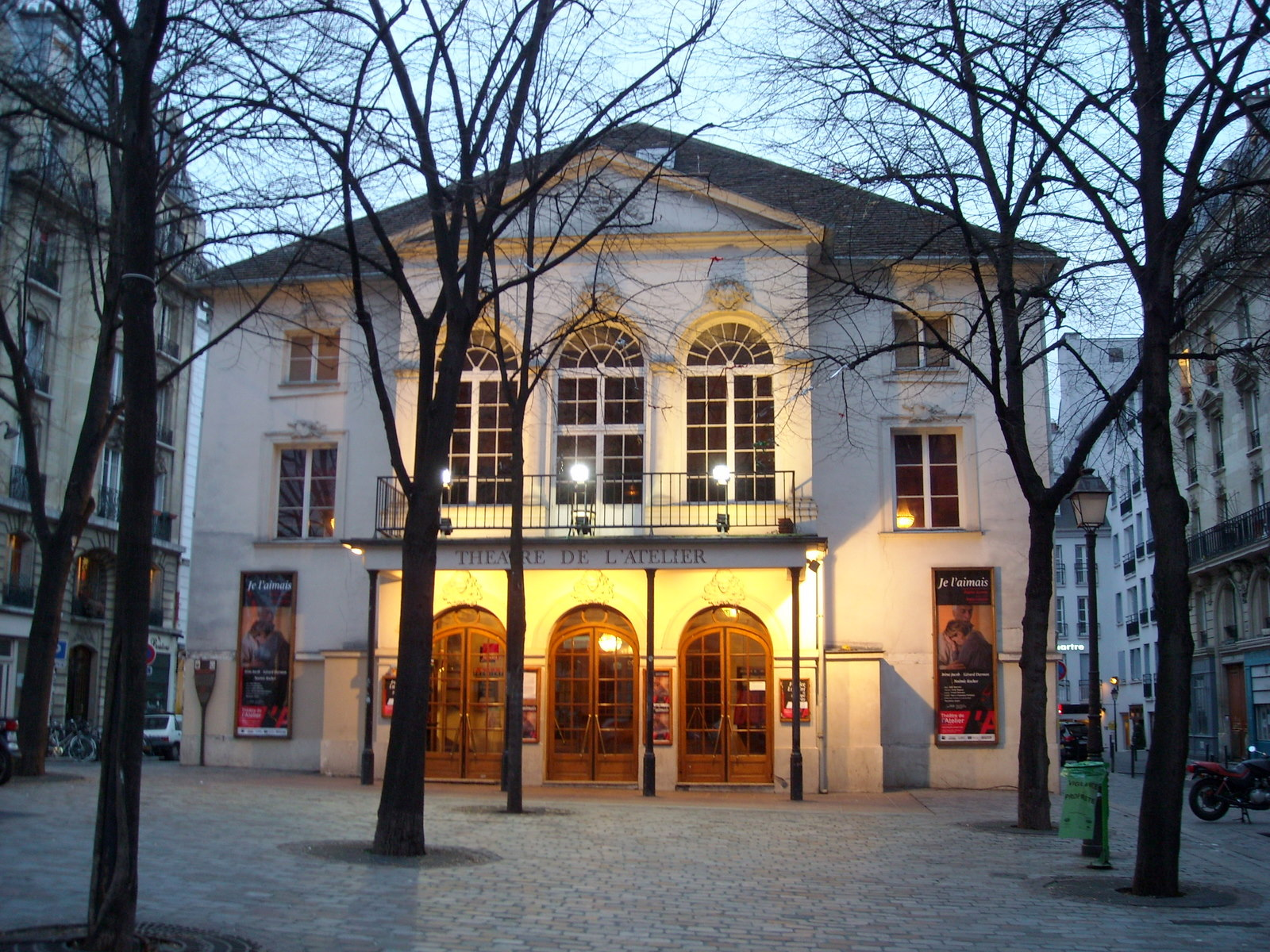
Théâtre de l’Atelier

## Produktion
Molière auf dem Fahrrad basiert auf einer Idee von Philippe Le Guay und Fabrice Luchini, der auch die Hauptrolle des Films übernahm. Le Guay ließ sich beim Drehbuch von Luchini zur Figur des Serge inspirieren. Wie die Hauptfigur lebt auch Luchini eher abgeschieden auf der Île de Ré und kann den Menschenfeind auswendig rezitieren; bei seinem ersten Besuch auf der Insel fiel Regisseur Le Guay zudem wie beide Hauptdarsteller im Film ebenfalls vom Fahrrad in einen Sumpf.
Die Dreharbeiten fanden in Ars-en-Ré auf der Île de Ré statt. Einige Szenen wurden am Bahnhof in La Rochelle gedreht. Die Theaterszenen im Finale entstanden im Théâtre de l’Atelier in Paris. Die Filmbauten stammen von Françoise Dupertuis.
Der Film lief am 16. Januar 2013 gleichzeitig in den belgischen und französischen Kinos an, wobei er in den französischen Kinos von einer Million Besuchern gesehen wurde. Er erschien am 22. Mai 2013 in Frankreich auf DVD. Am 23. Oktober 2013 lief der Film im Rahmen der Hofer Filmtage, wurde im November 2013 auf den 17. Französischen Filmtagen in Dresden gezeigt und war im Dezember 2013 in Berlin im Rahmen der Französischen Filmwoche zu sehen. Deutscher Kinostart war am 3. April 2014.

## Auszeichnungen
Molière auf dem Fahrrad wurde beim César 2014 für drei Preise nominiert: Fabrice Luchini erhielt eine Nominierung als Bester Hauptdarsteller, Philippe Le Guay für das Beste Originaldrehbuch und Jorge Arriagada für die Beste Filmmusik.